# Saint-Léger-sous-Brienne
Saint-Léger-sous-Brienne település Franciaországban, Aube megyében. Lakosainak száma 386 fő (2022. január 1.). Saint-Léger-sous-Brienne Blaincourt-sur-Aube, Brienne-le-Château, Épagne, Lassicourt, Perthes-lès-Brienne, Précy-Saint-Martin, Saint-Christophe-Dodinicourt és Vallentigny községekkel határos.

## Népesség
A település népessége az elmúlt években az alábbi módon változott:
| Lakosok száma | 275  | 311  | 316  | 384  | 395  | 391  | 386  | 383  | 383  | 386  |
|               | 1968 | 1982 | 1990 | 2006 | 2013 | 2015 | 2017 | 2019 | 2020 | 2022 |